# 周藤卓也
周藤 卓也（しゅうとう たくや、1983年8月3日 - ）は、日本の自転車冒険家。福岡県出身。日本アドベンチャーサイクリストクラブ（JACC）所属。

## 略歴
1983年8月3日、福岡県福岡市に生まれる。2002年の高校卒業後、約1年半をかけて自転車日本一周。
2005年12月より自転車世界一周に出発。オーストラリアを初めとして6大陸を走破し、11年後の2016年7月29日に帰国。訪問国数は150ヶ国、走行距離は131,214キロ。
2011年1月より、旅行記・エッセイ等をGIGAZINEに連載。

## 出演
- 2011年5月 - 熱中スタジアム（NHK BSプレミアム）